# Laboratoire de physique théorique d'Orsay
 (mai 2022).
Si vous disposez d'ouvrages ou d'articles de référence ou si vous connaissez des sites web de qualité traitant du thème abordé ici, merci de compléter l'article en donnant les références utiles à sa vérifiabilité et en les liant à la section « Notes et références ».
Le Laboratoire de physique théorique d’Orsay est une unité mixte de recherche du CNRS et de l’Université Paris-Sud 11 (UMR 8627). Ses thèmes de recherche principaux sont la physique des particules, la cosmologie, la mécanique statistique et la physique mathématique.